# Phó Thủ tướng thứ nhất Nga
Phó Chủ tịch thứ nhất Chính phủ Liên bang Nga, thường được gọi là Phó Thủ tướng thứ nhất, là thành viên của Chính phủ Nga. Phó Thủ tướng thứ nhất do Thủ tướng đề xuất và Tổng thống phê chuẩn.

## Danh sách
| Phó Thủ tướng thứ nhất | Phó Thủ tướng thứ nhất | Phó Thủ tướng thứ nhất | Đảng                      | Nhiệm kỳ                  | Nhiệm kỳ    | Thủ tướng                       | Thủ tướng |
| ---------------------- | ---------------------- | ---------------------- | ------------------------- | ------------------------- | ----------- | ------------------------------- | --------- |
|                        |                        | Gennady Kulik          | Đảng Cộng sản             | 14/7/1990                 | 10/7/1991   | Ivan Silayev                    |           |
|                        |                        | Yury Skokov            | Không đảng phái           | 8/9/1990                  | 10/7/1991   | Ivan Silayev                    |           |
|                        |                        | Oleg Lobov             | Không đảng phái           | 18/4/1991                 | 15/11/1991  | Ivan Silayev                    |           |
|                        | Tập tin:Burbulis.jpg   | Gennady Burbulis       | Không đảng phái           | ngày 26 tháng 12 năm 1991 | 14/4/1992   | Boris Yeltsin (là Tổng thống    |           |
|                        |                        | Yegor Gaidar           | Không đảng phái           | 2/3/1992                  | 15/12/1992  | Boris Yeltsin (là Tổng thống    |           |
| Yegor Gaidar (quyền)   |                        | Yegor Gaidar           | Không đảng phái           | 2/3/1992                  | 15/12/1992  |                                 |           |
|                        |                        | Vladimir Shumeyko      | Không đảng phái           | 2/6/1992                  | 20/1/1994   |                                 |           |
| Viktor Chernomyrdin    |                        | Vladimir Shumeyko      | Không đảng phái           | 2/6/1992                  | 20/1/1994   |                                 |           |
|                        |                        | Yegor Gaidar           | Đảng Lựa chọn Dân chủ Nga | 17/3/1993                 | 20/1/1994   |                                 |           |
|                        |                        | Oleg Lobov             | Không đảng phái           | 15/4/1993                 | 18/9/1993   |                                 |           |
|                        |                        | Oleg Soskovets         | Không đảng phái           | 30/4/1993                 | 20/6/1994   |                                 |           |
|                        |                        | Anatoly Chubais        | Đảng Lựa chọn Dân chủ Nga | 5/11/1994                 | 16/1/1996   |                                 |           |
|                        |                        | Vladimir Kadannikov    | Không đảng phái           | 25/1/1996                 | 9/8/1996    |                                 |           |
|                        |                        | Oleg Lobov             | Không đảng phái           | 18/6/1996                 | 14/8/1996   |                                 |           |
|                        |                        | Alexei Bolshakov       | Không đảng phái           | 14/8/1996                 | 17/3/1997   |                                 |           |
|                        |                        | Viktor Ilyushin        | Không đảng phái           | 14/8/1996                 | 17/3/1997   |                                 |           |
|                        |                        | Vladimir Potanin       | Không đảng phái           | 14/8/1996                 | 17/3/1997   |                                 |           |
|                        |                        | Anatoly Chubais        | Đảng Lựa chọn Dân chủ Nga | 17/3/1997                 | 23/3/1998   |                                 |           |
|                        |                        | Boris Nemtsov          | Không đảng phái           | 17/3/1997                 | 18/4/1998   |                                 |           |
| Sergey Kiriyenko       |                        | Boris Nemtsov          | Không đảng phái           | 17/3/1997                 | 18/4/1998   |                                 |           |
|                        |                        | Sergey Kiriyenko       | Không đảng phái           | 23/3/1998                 | 24/4/1998   |                                 |           |
|                        |                        | Yuri Maslyukov         | Đảng Cộng sản             | 11/9/1998                 | 12/5/1999   | Yevgeny Primakov                |           |
|                        |                        | Vadim Gustov           | Không đảng phái           | 18/9/1998                 | 27/4/1999   | Yevgeny Primakov                |           |
|                        |                        | Sergey Stepashin       | Không đảng phái           | 27/4/1999                 | 12/5/1999   | Yevgeny Primakov                |           |
|                        |                        | Nikolay Aksyonenko     | Không đảng phái           | 21/5/1999                 | 10/1/2000   | Sergey Stepashin Vladimir Putin |           |
|                        |                        | Mikhail Zadornov       | Không đảng phái           | 25/5/1999                 | 28/5/1999   | Sergey Stepashin                |           |
|                        |                        | Viktor Khristenko      | Không đảng phái           | 31/5/1999                 | 10/1/2000   | Sergey Stepashin                |           |
| Vladimir Putin         |                        | Viktor Khristenko      | Không đảng phái           | 31/5/1999                 | 10/1/2000   |                                 |           |
|                        |                        | Vladimir Putin         | Đoàn kết                  | 9/8/1999                  | 16/8/1999   |                                 |           |
|                        |                        | Mikhail Kasyanov       | Không đảng phái           | 10/1/2000                 | 17/5/2000   |                                 |           |
|                        |                        | Dmitry Medvedev        | Không đảng phái           | 14/11/2005                | 7/5/2008    | Mikhail Fradkov Viktor Zubkov   |           |
|                        |                        | Sergei Ivanov          | Nước Nga Thống nhất       | 15/2/2007                 | 7/5/2008    | Mikhail Fradkov Viktor Zubkov   |           |
|                        |                        | Viktor Zubkov          | Nước Nga Thống nhất       | 12/5/2008                 | 7/5/2012    | Vladimir Putin                  |           |
|                        |                        | Igor Shuvalov          | Không đảng phái           | 12/5/2012                 | 18/5/2018   | Dmitry Medvedev                 |           |
|                        |                        | Anton Siluanov         | Nước Nga Thống nhất       | 18/5/2018                 | 15/1/2020   | Dmitry Medvedev                 |           |
|                        |                        | Andrey Belousov        | Không đảng phái           | 21/1/2020                 | Đương nhiệm | Mikhail Mishustin               |           |